# إيزابيل غوثير
إيزابيل غوثير هي عالمة أعصاب كندية، ولدت في 1971.